# Кандсар-е-Шекар-Кеш
Кандсар-е-Шекар-Кеш (перс. كند سر شكر كش) — село в Ірані, у дегестані Отаквар, у бахші Отаквар, шагрестані Лянґаруд остану Ґілян. За даними перепису 2006 року, його населення становило 92 особи, що проживали у складі 27 сімей.